# Amaral (uva)
La uva amaral es una variedad de fruto de la vid (Vitis vinifera), de bayas negras.
Es cultivada en la región del Miño, en el noroeste de Portugal, donde se utiliza para el vinho verde.

## Sinónimos
Se la conoce también como amaral preto, azal, azal preto, azal tinto, cachon, cainho miudo, caino, caino bravo, caino tinto, sousao, y sousao galego.